# ブルー (hàlのアルバム)
『ブルー』は、2001年3月23日にリリースされたhàlの4枚目のフルアルバム。CDコードはVICL-60695。ベスト・アルバムを除き、本作がhàlのメジャーシーンにおける現時点でのラストリリースとなっている。

## 解説
- hàl初のセルフプロデュースを行った作品が多数収録されている。
- 向井秀徳（ナンバーガール）の提供による「6階の少女」は、この曲のためだけに結成されたバンドZAZEN BOYS（向井+54-71）によって演奏されている。ナンバーガール解散後に向井が結成したバンドZAZEN BOYSは、この時のバンド名を発端としている。

## 収録曲
1. 海の音
  - 作曲・編曲：hàl
2. カフェ☆レーサー
  - 作詞・作曲：hàl／編曲：上田ケンジ
3. 人魚
  - 作詞・作曲：hàl／編曲：渡辺善太郎
4. モノクローム
  - 作詞・作曲・編曲：hàl
5. 6階の少女
  - 作詞・作曲・編曲：向井秀徳
6. 放課後バラード
  - 作詞：hàl／作曲・編曲：朝本浩文
7. sweet cigarette
  - 作詞：hàl／作曲：渡辺慎／編曲：上田ケンジ
8. 厭世観
  - 作詞・作曲・編曲：hàl
9. キモチノユクエ
  - 作詞・作曲：hàl／編曲：渡辺善太郎
10. 花が散るころ
  - 作詞：hàl／作曲・編曲：朝本浩文
11. オートバイ
  - 作詞・作曲：丸木戸定男／編曲：高野勲
12. 空の声
  - 作詞・作曲：hàl／編曲：四家卯大 & hàl